# Кёрёш
Кё́рёш (венг. Körös) — река в юго-восточной Венгрии, левый приток Тисы. Крупнейший приток — Шебеш-Кёрёш (правый). В низовье Кёрёш судоходен.
Длина — 580 км, площадь бассейна 27 500 км². Средний расход воды в устье около 100 м³/с. На реке расположены города Бекеш, Дьомаэндрёд и Кунсентмартон. В месте впадения Кёрёша в Тису стоит город Чонград.

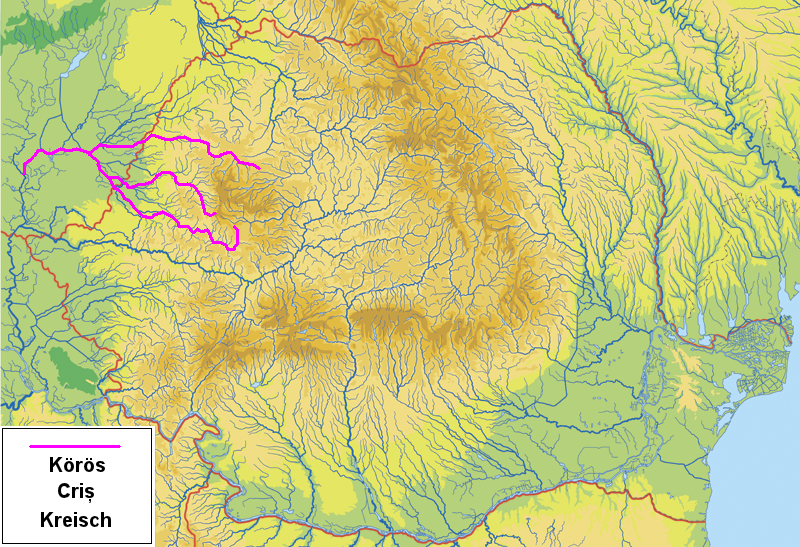
Кёрёш с притоками

Река образуется слиянием двух рек: Кришул-Алб и Кришул-Негру, берущих начало на территории Румынии в Западно-Румынских горах (массив Бихор). На территории Венгрии обе реки сливаются неподалёку от города Дьюла, образуя Кёрёш.
Река течёт главным образом на запад, в нижнем течении разворачивается на юго-запад. Кёрёш протекает по территории медье Бекеш и Яс-Надькун-Сольнок.
На всём своём протяжении Кёрёш течёт по равнине Южного Альфёльда, течение — медленное. Русло реки на значительном протяжении спрямлено и превращено в канал, на реке несколько шлюзов. Вокруг реки создана сеть осушительных каналов, построенных с целью мелиорации заболоченных участков Альфёльда для сельскохозяйственных целей. Весной на реке бывают сильные паводки, с целью защиты от них русло реки на некоторых участках ограничено земляными валами. К югу от среднего и нижнего течения реки располагаются охраняемые территории национального парка Кёрёш-Марош.